# Bald Head River
Bald Head River är ett vattendrag i Kanada.   Det ligger i provinsen Newfoundland och Labrador, i den östra delen av landet, 1 800 km öster om huvudstaden Ottawa.